# Astragalus parvarensis
Astragalus parvarensis är en ärtväxtart som beskrevs av Dieter Podlech och A.K. Sytin. Astragalus parvarensis ingår i släktet vedlar, och familjen ärtväxter. Inga underarter finns listade i Catalogue of Life.